# Bolephthyphantes
Bolephthyphantes är ett släkte av spindlar som beskrevs av Embrik Strand 1901. Bolephthyphantes ingår i familjen täckvävarspindlar.
Kladogram enligt Catalogue of Life och Dyntaxa:
| Bolephthyphantes | \| \| Bolephthyphantes caucasicus \| \| \| \| \| \| snömattvävare \| \| \| \| \| \| Bolephthyphantes indexoides \| \| \| \| |
|                  | \| \| Bolephthyphantes caucasicus \| \| \| \| \| \| snömattvävare \| \| \| \| \| \| Bolephthyphantes indexoides \| \| \| \| |
|                  | Bolephthyphantes caucasicus                                                                                                 |
|                  | |
|                  | snömattvävare |
|                  | |
|                  | Bolephthyphantes indexoides                                                                                                 |
|                  | |

## Bildgalleri

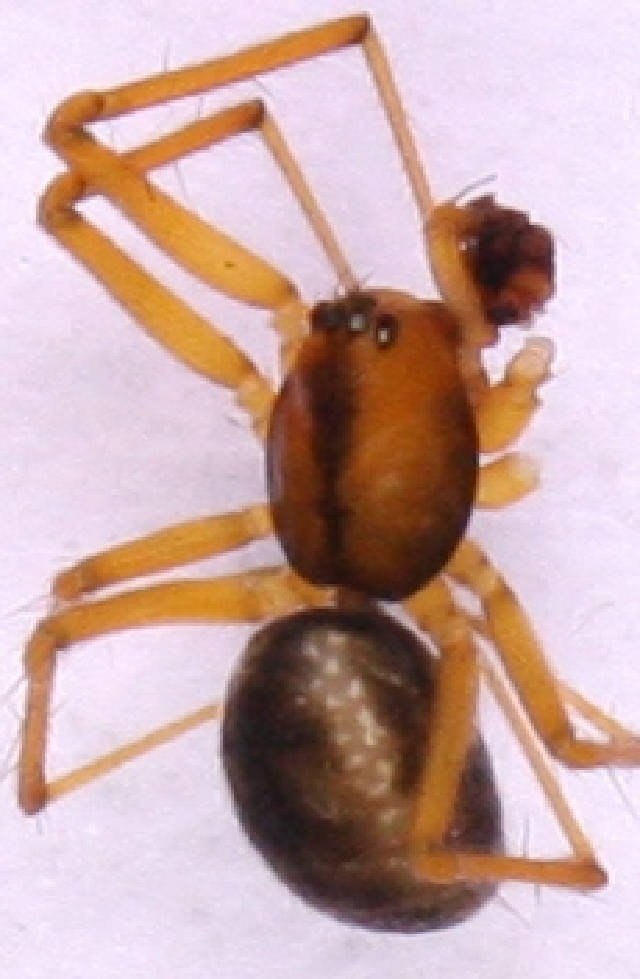